# Johannes Jacobus Finger
Johannes Jacobus Finger  (* im 18. Jahrhundert in Niederbrechen; † 1802 in Wehrheim) war kurtrierischer Amtmann und ist heute noch durch die Amtmann-Finger’sche Stiftung bekannt.
Johannes Jacobus Finger war Amtsverwalter und Keller, also Steuereintreiber auf Amtsebene. Er erwarb ein beträchtliches Vermögen, das insbesondere aus Liegenschaften in Bad Camberg, Niederbrechen, Oberbrechen, Villmar, Niederselters, Ahlbach, Werschau, Niedertiefenbach, Obertiefenbach, Oberweyer und Steinbach bestand.
Von 1762 bis 1802 war er kurtrierischer Amtmann im Amt Wehrheim. Aufgrund seines Reichtums war er in der Lage, großzügig Kredite zu vergeben. So erhielt die Gemeinde Wehrheim 1801 einen Kredit von 800 Gulden zu 5 % Zinsen. Die Erben fanden zwei Aktenkartons mit Schuldscheinen vor und hatten Mühe, die Forderungen einzutreiben.
Das am 4. Februar 1802 in Wehrheim verfasste Testament bestimmte seine Angehörigen zu Vorerben. Als Nacherbe wurde eine Stiftung eingesetzt, aus der Stipendien für in seinem Geburtsort Niederbrechen gebürtige und in christlich-apostolisch-römisch-katholischer Religion erzogene Kindern beiderlei Geschlechtes gezahlt werden sollten. Der Amtmann-Finger’sche Stipendienfonds besteht noch heute.